# Мови Месоамерики
Індіанські мови Мезоамерики (індіанські мови Середньої Америки, месоамериканські/мезоамериканські мови) — мови аборигенного населення Месоамерики до приходу європейців. На відміну від більшості місцевих мов Північної та Південної Америки, багато мов Мезоамерики значною мірою збереглися до наших днів.
Месоамерика, або Середня Америка, попри своє особливе культурне становище, явно є частиною північноамериканського мовного комплексу як цілого і пов'язана з Північною Америкою великою кількістю зв'язків. Навпаки, з точки зору розміщення мов Середня Америка та Південна Америка, мабуть, розділені значно різкою розмежувальною лінією. Ця лінія проходить приблизно межі між Нікарагуа і Коста-Рикою. Умовним кордоном між мовними ареалами Середньої та Південної Америки вважається межа поширення чибчанських мов. Кордон між Північною та Середньою Америками менш визначений. Вже в колоніальний період на карибському узбережжі Центральної Америки поширилася мова «чорних карибів» — гарифуна, що відноситься до аравакської сім'ї, але зазвичай не вважається месоамериканською мовою.
Класифікація корінних мов Середньої Америки поступається за ступенем розробленості класифікації мов, поширених на півночі Мексики. Цими мовами, точніше — деякими з них — говорять великі групи населення, що налічують мільйони людей, як, наприклад, ацтекською мовою і мовою мая на Юкатані ; інші мови використовуються лише невеликими групами чи вже вимерли. Ацтекські, мая та сапотекські були мовами великих культур, що розвинули власні ідеографічні системи письма.
1. Куітлатек (ізолят) † {1}
2. Ленканська сім'я {2}
3. Маянська родина {багато}
4. Місумальп(ан)ська родина {4}
5. Міхе-соке сім'я {багато}
6. Ото-манзька родина {багато}
7. Тараско (пурепеча) мова (ізолят) {1}
8. Текістлатекська (оахаксько-чонтальська) сім'я {2}
9. Тотонакська сім'я {2}
10. Уаве мова (ізолят) {1}
11. Хіакська (толь) сім'я {2}
12. Шинканська (шинка) сім'я {4}
13. Юто-ацтекська сім'я (поширена також на північ від Месоамерики)
14. Некласифіковані мови Середньої Америки: алагвілак, амотоманко, гуасаве, толімеко, чумбія та ін.